# دیوار (فیلم ۲۰۱۷)
دیوار (به انگلیسی: The Wall) فیلمی فیلم جنگی است به کارگردانی داگ لیمان محصول ۲۰۱۷ آمریکا. فیلمنامهٔ دیوار را دوین وارل نوشته و آرون تایلر-جانسون . جان سینا در آن نقش‌آفرینی کرده‌اند.
فیلم داستان دو سرباز آمریکایی است که در جریان جنگ عراق به دام جوبا(تک‌تیرانداز ) خبره عراقی گرفتار شده‌اند.